# Rugby Europe
Rugby Europe , anciennement connue en tant que Fédération internationale de rugby amateur puis FIRA – Association européenne de rugby, a pour rôle de promouvoir, développer, organiser et gérer le rugby à XV et le rugby à sept en Europe sous l'autorité de World Rugby, le corps gouvernant du rugby à XV.
Elle organise notamment le Rugby Europe Championship, le Rugby Europe Women Championship, le championnat d'Europe des moins de 18 ans, et les championnats d'Europe masculin et féminin de rugby à sept.

## Histoire

### Création de la FIRA
La Fédération internationale de rugby amateur naît de la mésentente cordiale franco-britannique. En 1931, l'équipe de France de rugby à XV est exclue du Tournoi des Cinq Nations par les quatre nations des îles Britanniques qui forment alors l'International Rugby Football Board. Les raisons invoquées sont la brutalité du jeu des Français ainsi que des suspicions d'amateurisme marron.
La France se tourne alors vers l’Allemagne et envisage, le 4 septembre 1933, la constitution d'une fédération indépendante de l'IRFB. La Fédération internationale de rugby amateur (FIRA) voit le jour le 2 janvier 1934 lors d'une réunion où sont présentes six fédérations : la France, l'Allemagne, la Tchécoslovaquie, l'Italie, la Roumanie ainsi que la Catalogne. La FIRA est officiellement constituée le 24 mars 1934 par dix fédérations : la France, l'Allemagne, la Belgique, l'Espagne, les Pays-Bas, l'Italie, le Portugal et la Roumanie, la Suède et la Catalogne. Statuts et règlements scellèrent l’opération, la déclaration officielle de naissance du 30 mai 1934 étant enregistrée dans le Bulletin Officiel de la République Française du 10 juin 1934 et le siège est installé au 61 rue des Petits Champs à Paris. L'allemand y est la première langue officielle. Le 1er président est le français Roger Dantou et les 2 vice-présidents l'allemand Hermann Meister et l'italien Teofilo Rossi di Montelera. Dans la foulée, un tournoi entre les nations affiliées est créé et organisé en 1935, il deviendra le Championnat européen des nations. Après la victoire franquiste dans la guerre civile espagnole, le dictateur Francisco Franco force la fédération catalane à s’intégrer dans la fédération espagnole, perdant ainsi son statut de membre.

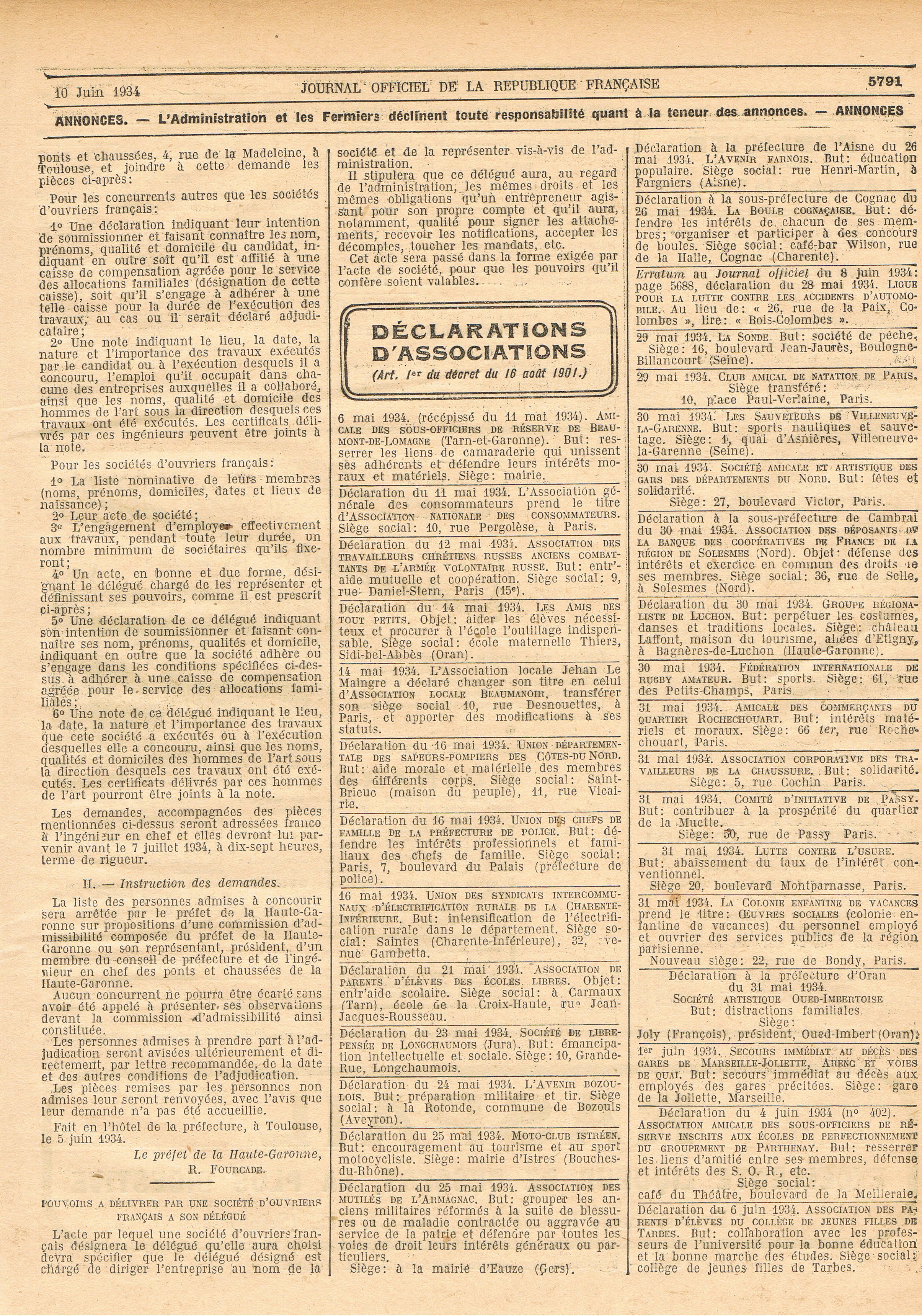
La déclaration figure en 10e position dans la 3e colonne du J.O. du 10 juin 1934.

Après la guerre, la France est réintégrée au Tournoi et la Coupe d'Europe des nations ne deviendra régulière qu'à partir de 1965. Entre-temps, plusieurs fédérations nationales européennes rejoignent la FIRA. À Milan en 1948, la Tchécoslovaquie adhère à cette nouvelle entité, puis le congrès de 1951 à Paris institua l’organisation d’une Coupe d’Europe. En 1956 : affiliations de la République démocratique allemande et de la Fédération Royale Marocaine, suivies de la Fédération Polonaise en 1957. Les statuts sont révisés en 1961, modifiés en 1962, une Commission technique est créée en 1963. La Yougoslavie est admise en 1964, année où la Coupe des Champions est mise sur les rails pour deux ans avec finale aller et retour, et la création d’une Coupe des Nations est projetée dont le règlement est adopté en 1965 et la réalisation effective en 1966. La Bulgarie grossit l’effectif en 1967. le Danemark en 1975, puis le Luxembourg, la Suisse, la Tunisie, l’U.R.S.S., dont les représentants assistent aux travaux du Conseil d’Administration.
Un pas important est franchi en 1978 avec, sur proposition française, la mission générale confiée à la Commission technique étoffée de prendre en charge tout le secteur sportif (respect de l’esprit du jeu, responsabilité de l’application des règles, de la formation et sélection des arbitres et éducateurs, de la discipline des joueurs, éducateurs, arbitres et dirigeants). Deux sous-Commissions : administrative (secteur juridique, organisation et contrôle des compétitions) et technique sont constituées qui font appel à des membres non élus. La grande expansion de la FIRA a lieu dans les années 1980 avec l'arrivée, entre autres, de la Côte d’Ivoire, d'Israël et, à partir de 1987, année de la première Coupe du monde, de nations du monde entier : Chili, Barbade, Chine, Seychelles, Kenya... Elle compte une soixantaine de nations en 1995, année où l'un de ses représentants est élu au Conseil de l'IRB pour la première fois.

### Repliement sur l'Europe
En 1997, Albert Ferrasse passe la présidence à Jean-Claude Baqué. Celui-ci veut « développer et gérer le rugby en accord avec le Board, de façon complémentaire et non concurrentielle, ». Dans cette optique, la fédération se recentre sur l'Europe en 1999 et devient la FIRA – Association européenne de rugby (FIRA–AER). Les nations non européennes sont radiées et s'affilient à leur association régionale. La FIRA–AER ne compte plus que 35 nations,.
En 2000, le Championnat européen des nations est rénové : il comprend plusieurs divisions et s'étale désormais sur deux années, avec un système de promotions et de relégations. La FIRA–AER développe également un tournoi féminin (depuis 1995), ainsi que des tournois juniors et des compétitions de rugby à sept. En 2012, la FIRA–AER a 47 fédérations nationales affiliées.
Le 14 novembre 2009, la célébration du 75e anniversaire de la création de la FIRA par la France et 9 autres fédérations dont la fédération belge de rugby est organisée à Bruxelles où un match oppose alors un XV européen aux Barbarians français.

### Rugby Europe
En juin 2014, lors de sa 92e assemblée générale annuelle à Split, la FIRA-AER décide de changer de nom pour devenir Rugby Europe.
Le 4 décembre 2020, Octavian Morariu est réélu président de Rugby Europe pour un nouveau mandat de 4 ans face à son adversaire russe, Kirill Yashenkov.
Le 8 novembre 2024, l'ancien président de la Fédération néerlandaise de rugby à XV, Janhein Pieterse, est élu président de Rugby Europe pour 4 ans. Il recueille 71 % des voix face au français Christian Dullin.

## Identité visuelle

Évolution du logo
Ancien logo.
Ancien logo.
Logo depuis 2014.

## Organisation interne

### Président

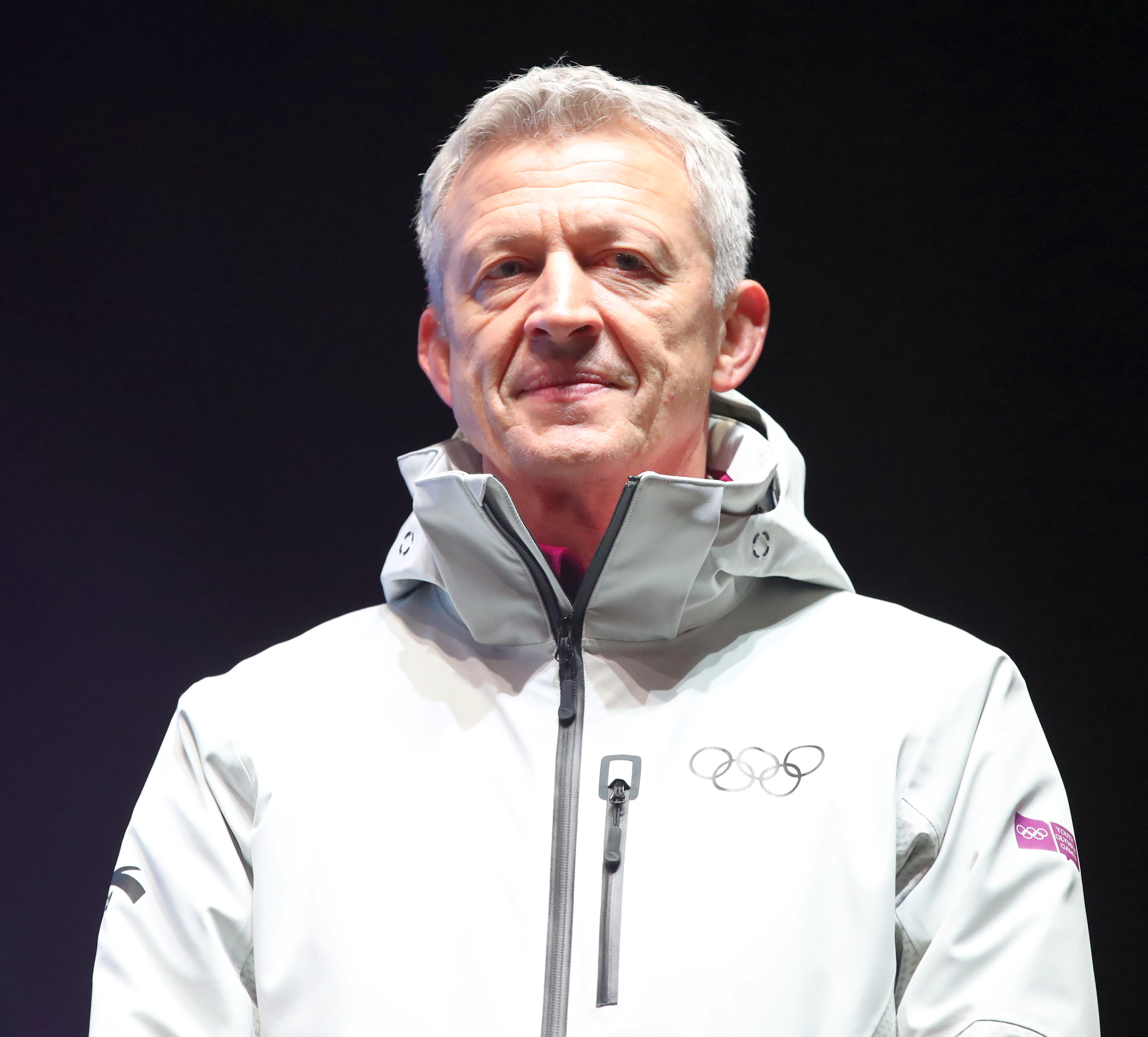
Octavian Morariu, président de 2012 à 2024.

Le président de Rugby Europe est élu par les présidents des fédérations qui la composent.
| Nom                                              | Nationalité | de               | jusqu'à          |
| ------------------------------------------------ | ----------- | ---------------- | ---------------- |
| Roger Dantou                                     | France      | 10 juin 1934     |                  |
| René Crabos                                      | France      | ... 1957 ...     | ... 1957 ...     |
| Jean Delbert                                     | France      | ...              | ...              |
| Marcel Batigne                                   | France      | 1968             | 1989             |
| Albert Ferrasse                                  | France      | 1989             | 1997             |
| Jean-Claude Baqué *                              | France      | 1997             | 30 novembre 2012 |
| Octavian Morariu                                 | Roumanie    | 30 novembre 2012 | 8 novembre 2024  |
| Janhein Pieterse                                 | Pays-Bas    | 8 novembre 2024  |                  |
| * Président honoraire depuis le 30 novembre 2012 |             |                  |                  |

## Compétitions organisées
- Championnat européen des nations
- Qualifications pour la coupe du monde de rugby dans la zone Europe
- Coupe d'Europe des clubs réservée aux clubs amateurs des pays ne participant pas à la Heineken Cup
- Coupe d'Europe des clubs champions FIRA
- Coupe d'Europe des régions
- Viking tri-nations
- Championnat européen des clubs
- Coupe de la mer du Nord
- Championnat des balkans
- Coupe d'Europe centrale et orientale
- Coupe baltique
- Coupe nordique
- Trophée européen féminin
- Tournoi européen juniors
- Championnats européens de rugby à sept en catégorie masculine et féminine.

## Membres

Carte des fédérations membres ou associées de World Rugby en milliers de licenciés (2018).
> 200000 licenciés
> 100000 licenciés
> 40000 licenciés
> 20000 licenciés
> 10000 licenciés
> 5000 licenciés
< 5000 licenciés

47 fédérations sont membres de Rugby Europe, tous statuts confondus :

### 37 fédérations membres de World Rugby
- Allemagne
- Andorre
- Angleterre
- Autriche
- Belgique
- Bosnie-Herzégovine
- Bulgarie
- Croatie
- Danemark
- Écosse
- Espagne
- Finlande
- France
- Géorgie
- Hongrie
- Irlande
- Israël
- Italie
- Lettonie
- Lituanie
- Luxembourg
- Malte
- Moldavie
- Monaco
- Norvège
- Pays-Bas
- Pays de Galles
- Pologne
- Portugal
- République tchèque
- Roumanie
- Serbie
- Slovénie
- Suède
- Suisse
- Turquie
- Ukraine

### 4 fédérations associées à World Rugby
- Azerbaïdjan[Note 1]
- Chypre
- Monténégro
- Slovaquie

### 5 fédérations membres de Rugby Europe mais pas de World Rugby
- Estonie
- Islande
- Kosovo
- Liechtenstein
- Saint-Marin

### 3 fédérations suspendues
- Arménie[Note 2]
- Biélorussie
- Russie

### Anciens membres
- Catalogne[5],[Note 3]
- Grèce[Note 4]
- Tchécoslovaquie[5]
- Union soviétique[5]
- Yougoslavie[5]

### Anciens membres non-européens de la FIRA avant 1999 et la conversion en FIRA-AER dédiée uniquement à l'Europe[5]
- Argentine
- Barbade
- Brésil
- Cameroun
- Chili
- Colombie
- République de Chine
- Corée du Nord
- Corée du Sud
- Côte d'Ivoire
- États-Unis
- Hong Kong
- Kazakhstan
- Kenya
- Inde
- Madagascar
- Maroc
- Mexique
- Namibie
- Nigeria
- Ouganda
- Ouzbékistan
- Paraguay
- Îles Salomon
- Samoa
- Seychelles
- Tahiti
- Tanzanie
- Tunisie
- Uruguay
- Venezuela
- Zaïre
- Zimbabwe

## Classement masculin World Rugby par nation
Le tableau suivant retrace le classement des sélections de Rugby Europe depuis 2003 d'après leurs points au classement mondial World Rugby établi en fin d'année civile de coupe du monde.
| Équipe             | 2003 | 2007 | 2011 | 2015 | 2019 | 2023 |
| ------------------ | ---- | ---- | ---- | ---- | ---- | ---- |
| Angleterre         | 1    | 4    | 5    | 8    | 3    | 5    |
| France             | 4    | 6    | 3    | 7    | 7    | 4    |
| Irlande            | 6    | 7    | 6    | 6    | 5    | 2    |
| Pays de Galles     | 8    | 10   | 8    | 4    | 4    | 8    |
| Écosse             | 9    | 8    | 10   | 9    | 9    | 6    |
| Italie             | 11   | 11   | 12   | 12   | 12   | 11   |
| Roumanie           | 14   | 15   | 18   | 17   | 19   | 19   |
| Portugal           | 18   | 22   | 24   | 27   | 24   | 13   |
| Géorgie            | 19   | 16   | 14   | 14   | 14   | 14   |
| Russie             | 23   | 17   | 20   | 18   | 20   | 25   |
| Ukraine            | 26   | 39   | 32   | 30   | 36   | 53   |
| République tchèque | 27   | 35   | 37   | 36   | 37   | 35   |
| Allemagne          | 29   | 26   | 36   | 26   | 28   | 32   |
| Espagne            | 30   | 21   | 22   | 21   | 16   | 20   |
| Pologne            | 33   | 37   | 29   | 34   | 34   | 33   |
| Danemark           | 36   | 59   | 60   | 88   | 72   | 77   |
| Suisse             | 37   | 52   | 49   | 35   | 31   | 26   |
| Croatie            | 38   | 42   | 51   | 46   | 45   | 40   |
| Pays-Bas           | 41   | 46   | 45   | 33   | 25   | 27   |
| Lettonie           | 44   | 43   | 68   | 62   | 64   | 59   |
| Belgique           | 45   | 28   | 25   | 29   | 27   | 29   |
| Moldavie           | 52   | 29   | 28   | 32   | 59   | 57   |
| Suède              | 48   | 40   | 35   | 55   | 53   | 36   |
| Malte              | 67   | 51   | 42   | 49   | 38   | 44   |
| Israël             | 88   | 93   | 61   | 58   | 61   | 63   |
| Lituanie           | 65   | 55   | 40   | 40   | 44   | 42   |
| Grèce              | -    | -    | -    | 99   | 102  | 110  |
| Finlande           | -    | -    | -    | 100  | 88   | 78   |
| Monaco             | -    | -    | -    | 97   | 101  | 109  |
| Bulgarie           | -    | -    | -    | 95   | 74   | 60   |
| Norvège            | -    | -    | -    | 89   | 98   | 105  |
| Autriche           | -    | -    | -    | 84   | 87   | 87   |
| Serbie             | -    | -    | -    | 83   | 90   | 72   |
| Hongrie            | -    | -    | -    | 73   | 65   | 70   |
| Slovénie           | -    | -    | -    | 65   | 71   | 71   |
| Luxembourg         | -    | -    | -    | 63   | 56   | 62   |
| Andorre            | -    | -    | -    | 60   | 73   | 88   |
| Bosnie-Herzégovine | -    | -    | -    | 81   | 83   | 93   |